# Yana Rattigan
Yana Rattigan (nacida como Yana Stadnik, Lvov, URSS, 20 de enero de 1987) es una deportista británica de origen ucraniano que compite en lucha libre. Ganó dos medallas de plata en el Campeonato Europeo de Lucha, en los años 2010 y 2013.

## Palmarés internacional
| Campeonato Europeo | Campeonato Europeo | Campeonato Europeo | Campeonato Europeo |
| Año                | Lugar              | Medalla            | Categoría          |
| ------------------ | ------------------ | ------------------ | ------------------ |
| 2010               | Bakú (Azerbaiyán)  | Medalla de plata   | 48 kg              |
| 2013               | Tiflis (Georgia)   | Medalla de plata   | 48 kg              |